# Rauschendes Leben
Rauschendes Leben ist ein Dokumentarfilm von Hannelore Conradsen und Dieter Köster aus dem Jahre 1983. Er zeigt Betrunkene und Säufer in Schenken und bei sonstigen Festivitäten, im westlichen Teil der geteilten Stadt Berlin, quer durch die Klassen.

## Handlung
Die Bewegung von Kamera und Ton geht durch ein gutes Dutzend Kneipen, Schenken und sonstige Aufenthaltsorte angetrunkener, betrunkener und besoffener Berliner. Zwischen „Umsteiger“ unter den Yorck-Brücken, Laubenpieperfest unter Charlottenburger S-Bahnbrücke, Mondscheinfahrt auf der Havel, „Gespensterzoo“ in Humboldthain, „Top-Disco“ im tiefen Süden, zwischen Imbisseck in Kreuzberg und „Bier-Saloon“ am Kurfürstendamm, der Eckkneipe in der Trabantenstadt Falkenhagener Feld in Spandau, dem Dahlemer „Joe-Beau-Lais“, bis hin in die 24-Stunden-Kneipe „Der letzte Heller“. Ein unbeschreiblich direkter Film.

## Kritik
Der Film wurde einerseits mit Erschrecken aufgenommen. Andererseits nahm die Scene (z. B. im Kreuzberger „Eiszeit-Kino“) Bierkästen in die Vorstellung mit hinein. Im Fernsehen lief der Film nur im Ausland. Unisono sollen die Rechtsabteilungen deutscher Fernsehanstalten von einer Ausstrahlung abgeraten haben, da die Persönlichkeitsrechte tangiert würden („Einwilligungserklärungen im betrunkenen Zustand gelten nicht und auch im nüchternen Zustand danach, würde den Protagonisten die Erinnerung fehlen“). Jochen Metzner schrieb im Berliner Tagesspiegel (Auszug):
„Selten sind einem Filmteam tiefere, direktere Einblicke in die Kneipenszene einer Großstadt, somit aber auch in das Nacht-, Gefühls- und Seelenleben von deren Bewohnern, gelungen als jetzt Hannelore Conradsen und Dieter Köster, die sich unter anderem bereits mit einigen beachtlichen Fernsehfeatures einen Namen gemacht haben. Dies ist nicht etwa eine soziologisch interessierte, bebilderte Arbeit über Alkoholismus-Probleme, es ist vielmehr eine Sammlung einzelner, geschickt montierter Milieustudien, für die die Dokumentarfilmer, nach Art des Cinema – Direct, ‚bloß‘ die Mikrofone und Objektive geöffnet haben, und damit schonungslos in den Berliner Kneipen, Disco- und Nachtclubdschungel vorgedrungen sind … Die erstaunliche Unbefangenheit zahlreicher Nachtschwärmer und Zecher vor der Kamera, die manchmal sogar durchbrechenden selbstdarstellerischen Talente sind natürlich weitgehend auf die Wirkung von Gerstensaft und Schnäpsen zurückzuführen. Die Dokumentarfilmer scheinen aber zudem eine sehr wirkungsvolle Interaktions-Technik entwickelt zu haben, die ihren Protagonisten jede Angst vor dem Kameraauge nimmt, Gesten und Zungen lockert. Die dadurch eingefangenen Sequenzen stecken teilweise so voller Authentizität, sind oft von solcher unmittelbarer Wirkung, dass Conradsen und Köster zu Recht auf jedes kommentierende Wort verzichten.“

## Notiz
Im Presseheft zur Vorführung des Films im Rahmen der Berlinale, 1984, formulieren die Regisseure und Autoren ihre Motivation: „Wer soviel Fernseharbeit abgeleistet hat, muß irgendwann einmal die Auszeit nehmen und sich filmisch ins Delirium manöverieren.“